# Brissogne
Brissogne  egy olasz község Valle d'Aosta régióban. 

Brissogne község Valle d'Aosta térképén

## Látnivalók
- Les Iles természetvédelmi terület
- Brissogne kastélyának romjai